# Калоев, Виталий Константинович
Вита́лий Константи́нович Кало́ев (осет. Калоты Къостайы фырт Витали, род. 15 января 1956, Орджоникидзе, Северо-Осетинская АССР, РСФСР, СССР) —  советский и российский архитектор, строитель. Стал известен после убийства авиадиспетчера Петера Нильсена, которого считал виновным в гибели жены и двоих детей в авиакатастрофе 1 июля 2002 года. В 2005 году Калоев был признан ограниченно вменяемым и виновным в убийстве Нильсена, после чего начал отбывать срок. В 2007 году за примерное поведение досрочно освобождён и вернулся на родину.
С 2008 года по 2016 год заместитель министра строительства и архитектуры Республики Северная Осетия-Алания. Депутат Собрания представителей города Владикавказа с 2019 года.

## Биография
Родился в 1956 году в Орджоникидзе (ныне Владикавказ) в семье осетинских педагогов. Отец работал школьным учителем осетинского языка, мать — воспитательницей в детском саду. Был младшим ребёнком в семье, имел двух братьев и трёх сестёр.
С отличием окончил среднюю школу. Учился в строительном техникуме, служил в армии. После увольнения в запас поступил на архитектурно-строительный факультет Северокавказского горно-металлургического института. Параллельно работал прорабом на стройке. По окончании института получил специальность архитектора. Принимал участие в строительстве военного городка «Спутник» под Владикавказом, предназначенного для проживания советских офицеров, чьи части выводились из ГДР.
В перестроечные 1980-е годы организовал строительный кооператив.
До 1999 года возглавлял строительное управление во Владикавказе.
В 1999 году заключил контракт со строительной фирмой и уехал в Испанию, где работал архитектором: проектировал дома для выходцев из Осетии.

## Семья
В 1991 году Виталий Калоев женился на Светлане Пушкиновне Гагиевой (род. 21 декабря 1958 года). Светлана окончила в 1983 году экономический факультет СОГУ, получив специальность экономиста. Она сделала карьеру, пройдя путь от рядового сотрудника банка до начальника отдела. Какое-то время работала директором коммерческого банка «Адамон Банк». На момент встречи с Калоевым и вплоть до катастрофы Светлана работала экономистом и заместителем директора по финансам пивоваренного комбината «Дарьял».
В браке у Калоевых родились двое детей — сын Константин (родился 19 января 1991 года во Владикавказе, был назван отцом в честь деда по отцовской линии) и дочь Диана (родилась 7 марта 1998 года там же, имя было выбрано матерью). Константин учился во владикавказской школе № 5, где успел окончить пять классов. Он увлекался палеонтологией и космонавтикой.
Все трое погибли в авиакатастрофе и были похоронены во Владикавказе.
В июне 2018 года Калоев дал интервью, в котором объявил, что живёт в фактическом браке с новой женой Ириной (официально брак не оформлен, свадьба прошла по осетинскому обряду). В декабре того же года у них родилась разнополая двойня — Софья и Максим.

## Авиакатастрофа над Боденским озером
К июлю 2002 года Виталий Калоев уже два года как работал в Испании. Он завершил возведение коттеджа под Барселоной, сдал заказчику объект и ждал семью, которую не видел девять месяцев. Светлана с детьми к тому моменту уже приехала в Москву, но никак не могла купить билет на самолёт и лишь за три часа до отлёта в аэропорту ей предложили «горящие» билеты на борт того самого самолёта «Башкирских авиалиний», который позже разбился в небе над Боденским озером.
2 июля 2002 года, узнав о случившемся, из Барселоны сразу вылетел в Цюрих, а оттуда — в Германию в Юберлинген, где случилась катастрофа. Сначала полицейские не хотели пускать Виталия к месту катастрофы, но когда он объяснил, что там его жена и дети, — пропустили. По словам Виталия, его дочь Диану нашли в трёх километрах от места падения самолёта. Согласно документальному фильму канала National Geographic, Калоев сам участвовал в поисковых работах и нашёл сначала порванные бусы Дианы, а затем и её тело.

## Убийство Петера Нильсена
Летом 2003 года Калоев вместе с Юлией Федотовой, матерью ещё одной погибшей в авиакатастрофе девочки, приехал в компанию управления воздушным движением «Skyguide». По словам работников компании, во время траурной церемонии в Юберлингене, посвящённой годовщине со дня авиакатастрофы, «один из родственников — мужчина с чёрной бородой» — вел себя очень «возбуждённо» и жутко напугал главу компании Алана Росье. После чего этот человек якобы приехал в офис «Skyguide», где, общаясь с работниками фирмы, несколько раз спрашивал: «Виноват ли в случившемся диспетчер?» — и добивался встречи с Петером Нильсеном, который в вечер катастрофы был за диспетчерским пультом.
24 февраля 2004 года Петер Нильсен был убит. Убийство произошло на пороге дома Нильсена. На следующий день Калоева в его номере гостиницы задержала швейцарская полиция. Основной версией убийства, рассматривающейся швейцарской полицией, стала месть Калоева. Сам Калоев вины своей не признал, но и не отрицал её — давая показания, он заявил, что помнит только то, что пришёл к Нильсену, показал ему фотографию своей семьи и потребовал извиниться. Нильсен ударил Калоева по руке и выбил фотографию, после чего у Калоева, с его слов, наступил провал в памяти. Судя по экспертизе Калоев нанёс Нильсену складным ножом 12 ножевых ранений, от которых тот скончался на месте происшествия.
Завершившееся после убийства диспетчера расследование авиакатастрофы признало ошибку диспетчера одной из непосредственных причин катастрофы, однако в его действиях не обнаружено признаков халатности. Диспетчер работал в условиях перегрузки и на неисправном оборудовании.
Одним из факторов, который привёл к катастрофе, являлась халатность руководства компании «Skyguide», в которой работал Нильсен. В мае 2006 года начался судебный процесс по обвинениям в адрес восьми сотрудников компании «Skyguide». Окончательное решение было вынесено в сентябре 2007 года. Четверо менеджеров «Skyguide» были признаны виновными в причинении смерти по неосторожности. Трое из них были приговорены к условному заключению, один к штрафу. Четверо других обвиняемых были оправданы.

## Суд и тюремное заключение
26 октября 2005 года Калоев был признан виновным Верховным судом кантона Цюриха и приговорён к восьми годам заключения. 8 ноября 2007 года решением суда он был освобождён за примерное поведение по отбытии части срока. 13 ноября 2007 года Калоев прибыл в Северную Осетию, где был тепло встречен в аэропорту.
Некоторые СМИ указывают кровную месть в качестве мотива преступления, однако на судебном заседании судьи подчеркнули, что о кровной мести речь не идёт, так как она не является традиционной для родины Калоева.

## После освобождения
По сообщению ряда российских СМИ, 9 августа 2008 года, на второй день горячей фазы войны в Грузии, Калоев был замечен среди ополченцев в Джаве. Позднее его брат подтвердил, что Виталий действительно был тогда в Южной Осетии, но его присутствие было связано со строительством Зарамагской ГЭС, и что он вернулся домой в ту же ночь.
В 2008 году в Северной Осетии Калоев был назначен заместителем министра архитектуры и строительной политики республики. В 2016 году в день своего шестидесятилетия вышел на пенсию, за несколько дней до этого был награждён медалью «Во славу Осетии».
На выборах 8 сентября 2019 года избран депутатом Собрания представителей города Владикавказ от «Единой России».

## Награды
- Орден Почёта (2009 год, Южная Осетия)[21]
- Медаль «Во славу Осетии» (Северная Осетия, Россия)

## В массовой культуре
- О катастрофе сняты художественные фильмы «Полёт в ночи. Катастрофа над Уберлингеном» (Швейцария/Германия, 2009; в главных ролях: Кен Дюкен и Евгений Ситохин), «Последствия» (США, 2017; персонажа, основанного на образе Калоева, сыграл Арнольд Шварценеггер) и «Непрощённый» (Россия, 2018; в роли Калоева Дмитрий Нагиев).
- Серия «Столкновение в небе» документального сериала «Секунды до катастрофы» (National Geographic): в серии приведены фрагменты интервью Виталия Калоева.
- Песня уфимской рок-группы «Год Змеи» — «2000 баксов за сигарету»[22].